# Theater am Kärntnertor
 (mai 2009).
Si vous disposez d'ouvrages ou d'articles de référence ou si vous connaissez des sites web de qualité traitant du thème abordé ici, merci de compléter l'article en donnant les références utiles à sa vérifiabilité et en les liant à la section « Notes et références ».

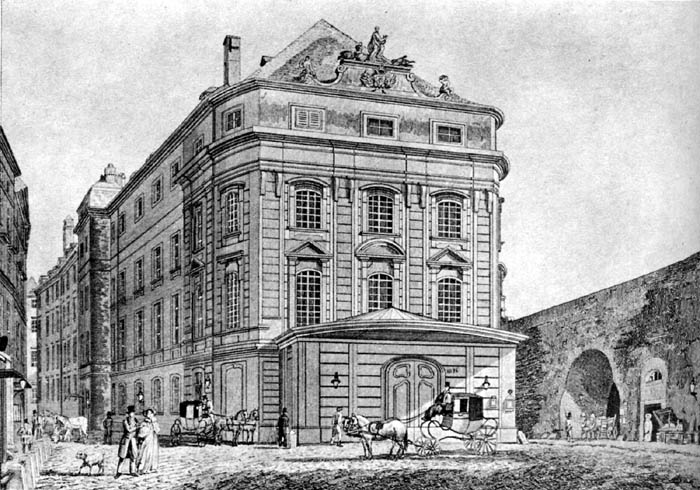
Aspect du second Theater am Kärntnertor (gravure de 1830).

Le Theater am Kärntnertor (ou Kärntnertortheater) était un théâtre prestigieux de Vienne aux XVIIIe et XIXe siècles. Son titre officiel était « Kaiserliches und Königliches Hoftheater zu Wien » c'est-à-dire « théâtre de la cour impériale et royale de Vienne ». Achevé en 1709, reconstruit après incendie en 1761, il a été définitivement rasé en 1870.

## Histoire
Les travaux de construction sur des plans d'Antonio Beduzzi, s'étalent de 1708 à 1709, sur un terrain proche de l'ancienne porte de la ville, appelée Kärntnertor, à l'emplacement de l'actuel Hôtel Sacher. La ville de Vienne finance le théâtre qui, selon la musicologue Eva Badura-Skoda, était destiné à accueillir toutes les classes de la société viennoise. Cependant, à la demande de l'empereur, les premières représentations sont de l'opéra italien, un loisir prisé des classes supérieures. En 1711, le théâtre retrouve sa vocation première quand Josef Stranitzky en prend les rênes et propose un répertoire plus varié, dont une version allemande de la commedia dell'arte. Sa veuve reprend la gestion du théâtre à sa mort.
En 1728, les artistes de cour Francesco Borosini, chanteur, et Joseph Carl Selliers, danseur, acteurs d'intermezzo en allemand et en italien, deviennent directeurs et vont proposer au répertoire des comédies italiennes et allemandes ; ils souhaitent aussi y introduire l'opéra italien et le ballet mais le privilège impérial d'en représenter est déjà accordé à un autre. En 1742, Selliers est seul directeur, et dirige également le nouveau Burgtheater, jusqu'à ce que Rochus de Lopresti reprenne les deux établissements. Quand Marie-Thérèse d'Autriche retire au théâtre son privilège impérial, la structure est placée sous le contrôle des magistrats de Vienne, et, déficitaire, vit des subsides de la ville.
Le bâtiment brûle en 1761 et est reconstruit par l'architecte de Cour Nicolò Pacassi. Deux ans plus tard, il ouvre à nouveau, bénéficiant là aussi d'un privilège impérial et portant le nom de Kaiserliches und Königliches Hoftheater zu Wien (théâtre de la Cour impériale et royale à Vienne).
Au début du XIXe siècle, on donne des ballets et des opéras italiens et allemands. De 1811 à 1814, Ignaz Franz Castelli est le Hoftheaterdichter, le poète du théâtre de la Cour. À partir de 1821, l'impresario Domenico Barbaia en prend le contrôle. Puis l'Opéra d'État de Vienne est achevé sur un terrain adjacent en 1869, et en 1870 le théâtre est rasé pour laisser place à un bâtiment d'habitation qui deviendra l'Hôtel Sacher.

## Créations majeures au Theater am Kärntnertor
- 1761 (17 octobre) : Don Juan (ballet) de Gasparo Angiolini sur une musique de Christoph Willibald Gluck
- 1766 : La Victoire de Flore sur Borée, ou Le Triomphe du printemps (ru) de Franz Hilverding
- 1774 (4 avril) : Thamos, King of Egypt, livret de Tobias Philipp, baron von Gebler, avec musique de Wolfgang Amadeus Mozart
- 1787 (7 mars) Concerto pour piano no 25 de Mozart in Do, K. 503
- 1795 (14 octobre) : Palmira, regina di Persia de Antonio Salieri
- 1799 (3 janvier) : Falstaff de Antonio Salieri
- 1799 (28 février) : Camilla ossia il Sotteraneo  de Ferdinando Paër, issue de Camille ou le Souterrain, livret de Marsollier, musique de Nicolas Dalayrac
- 1799 (12 juillet) : Il morto vivo de Ferdinando Paër
- 1800 (2 juin) : Cesare in Farmacusa d'Antonio Salieri
- 1800 (2 septembre) : Ginevra degli Almieri de Ferdinando Paër
- 1800 (22 octobre) : L'Angiolina de Antonio Salieri
- 1800 (18 décembre) : Poche ma buone de Ferdinando Paër
- 1801 (6 juin) : Achille de Ferdinando Paer
- 1809 (14 mars) : Die Schweizer Familie (La Famille suisse) de Joseph Weigl
- 1814 (23 mai) : Fidelio (versione finale rappresentata oggi) de Ludwig van Beethoven
- 1821 (7 mars) : Johann Michael Vogl chante Der Erlkönig (Le Roi des aulnes) de Franz Schubert
- 1822 (4 décembre) : Libussa de Conradin Kreutzer
- 1823 (25 octobre) : Euryanthe de Carl Maria von Weber
- 1824 (7 mai) :  La Consécration de la maison; Kyrie, Credo et Agnus Dei de la Missa solemnis et Symphonie no 9 de Beethoven
- 1829 (11 août) : Debutto viennese, come pianista, de Frédéric Chopin
- 1837 (9 mars) : Das Nachtlager in Granada (versione revisionata avec récitatives) de Conradin Kreutzer
- 1842 (19 mai) : Linda di Chamounix de Gaetano Donizetti
- 1843 (5 juin) : Maria di Rohan de Gaetano Donizetti
- 1844 (3 février) : Die Heimkehr des Verbannten de Otto Nicolai
- 1845 (13 novembre) : Dom Sébastien (versione revisionata) de Gaetano Donizetti
- 1845 (20 décembre) : Der Tempelritter de Otto Nicolai
- 1847 (25 novembre) : Martha de Friedrich von Flotow
- 1864 (4 février) : Die Rheinnixen (Les Fées du Rhin) de Jacques Offenbach